# Marisa Siketa
Marisa Julia Siketa (Geelong, Victoria, 7 de noviembre de 1990) es una exactriz australiana de ascendencia croata, mejor conocida por haber interpretado a Melanie Atwood en la primera temporada de El club de la herradura y a Summer Hoyland en Neighbours.

## Carrera
Marisa Siketa nació en Geelong, Victoria, Australia. Se unió a Screen Actors Australia en 1998, y comenzó a entrenarse en el estudio en los fines de semana. Comenzó trabajando como extra en la serie de televisión SeaChange y en la serie de televisión infantil Horace y Tina.
Fue elegida para interpretar a Summer Hoyland en Neighbours de 2002 a 2005, antes de reducir su papel a uno recurrente para concentrarse en sus estudios, y finalmente abandonar la serie en 2007. En octubre de 2009, se anunció que el personaje de Summer Hoyland volvería a aparecer en Neighbours en 2010, pero Siketa fue reemplazada por Jordy Lucas. Siketa dejó El club de la herradura después de la temporada 1 debido a que consiguió su papel en Neighbours. Marisa fue reemplazada por Jessica Jacobs.

## Vida personal
Actualmente, Siketa se encuentra retirada de la actuación. Tiene dos hermanos mayores llamados Clinton y Nicole. Ella es de ascendencia croata y es capaz de hablar el idioma con fluidez. Siketa fue anteriormente DJ en 95.5 K-ROCK, pero se fue en 2014. Siketa es embajadora animal de la Sociedad de Bienestar Animal de Geelong.